# كروتون شيلي
كروتون شيلي (الاسم العلمي: Croton chilensis) هو نوع نباتي يتبع جنس الكروتون من فصيلة الحلابية.